# Cecil Sandford
Cecil Charles Sandford, conegut com a Cecil Sandford   (Blockley, 21 de febrer de 1928 - 28 de novembre de 2023), fou un pilot de motociclisme anglès que va guanyar dos Campionats del Món durant la dècada del 1950. Va competir als Grans Premis entre el 1950 i el 1957.

## Carrera esportiva
Sandford va començar la seva carrera competint en curses locals de motocròs, anomenat aleshores scramble al Regne Unit, i grasstrack. El 1950, AJS li va oferir un lloc al seu equip de fàbrica al costat del campió del món vigent, Leslie Graham. Més tard, Sandford va seguir Graham a l'equip de MV Agusta, amb el qual va guanyar el campionat del món de 125cc de 1952, el primer títol mundial de la marca italiana. Aquell any també va obtenir amb la MV Agusta la seva primera victòria (i la de la marca) al TT de l'illa de Man.
Sandford va deixar MV Agusta a finals de 1954, ja que trobava que no rebia el mateix tracte que el seu company d'equip italià, Carlo Ubbiali. Va córrer com a privat l'any 1955 i el 1956 va signar un contracte de fàbrica amb DKW per a córrer en la categoria de 350cc, però no es va adaptar a les motos de dos temps alemanyes i acabà cinquè al campionat. Va córrer en paral·lel a temps parcial per a Mondial a la classe de 125cc i va signar un contracte de fàbrica de tres anys amb aquesta marca a finals d'any. La temporada de 1957, Sandford va guanyar un segon campionat del món i una segona cursa a l'illa de Man, aquesta vegada en la classe de 250cc. Mondial va anunciar la seva retirada immediata dels Grans Premis a l'octubre de 1957 i Sandford va decidir retirar-se també en comptes de continuar com a privat. Més tard va treballar en un concessionari de motocicletes a Shipston-on-Stour (Warwickshire).
Al moment de la seva mort, el 28 de novembre de 2023 a l'edat de 95 anys, Sandford era l'últim campió del món de motociclisme supervivent de la dècada del 1950.

## Resultats al Mundial de motociclisme
Barem de puntuació de 1950 a 1968:
| Posició | 1 | 2 | 3 | 4 | 5 | 6 |
| Punts   | 8 | 6 | 4 | 3 | 2 | 1 |

(Ids. Grans Premis | Llegenda) (Curses en negreta indiquen pole; curses en  itàlica indiquen volta ràpida)
| Any  | Categoria | Equip      | 1     | 2     | 3     | 4     | 5     | 6     | 7     | 8     | 9     | Punts | Posició | Victòries |
| ---- | --------- | ---------- | ----- | ----- | ----- | ----- | ----- | ----- | ----- | ----- | ----- | ----- | ------- | --------- |
| 1950 | 350cc     | AJS        | IOM - | BEL - | NED - | CH -  | ULS 5 | NAT 6 |       |       |       | 3     | 13è     | 0         |
| 1951 | 250cc     | Velocette  | ESP - | CH 5  | IOM - | BEL - | NED - | FRA - | ULS - | NAT - |       | 2     | 12è     | 0         |
| 1951 | 350cc     | Velocette  | ESP - | CH 2  | IOM - | BEL 4 | NED - | FRA - | ULS - | NAT - |       | 9     | 9è      | 0         |
| 1952 | 125cc     | MV Agusta  | IOM 1 | NED 1 | GER 3 | ULS 1 | NAT - | ESP 3 |       |       |       | 28    | 1r      | 3         |
| 1953 | 125cc     | MV Agusta  | IOM 3 | NED 3 |       | GER - |       | ULS 2 |       | NAT - | ESP 2 | 20    | 2n      | 0         |
| 1953 | 500cc     | MV Agusta  | IOM - | NED - | BEL - | GER - | FRA - | ULS - | CH -  | NAT 5 | ESP - | 2     | 15è     | 0         |
| 1954 | 125cc     | MV Agusta  | IOM 3 | ULS 5 | NED - | GER 5 | NAT - | ESP - |       |       |       | 8     | 8è      | 0         |
| 1955 | 250cc     | Moto Guzzi |       | IOM 2 | GER 3 |       | NED 5 | ULS 5 | NAT - |       |       | 12    | 3r      | 0         |
| 1955 | 350cc     | Moto Guzzi | FRA - | IOM 3 | GER 4 | BEL 4 | NED - | ULS 4 | NAT - |       |       | 13    | 5è      | 0         |
| 1956 | 125cc     | Mondial    | IOM - | NED 4 | BEL - | GER 6 | ULS - | NAT - |       |       |       | 4     | 13è     | 0         |
| 1956 | 350cc     | DKW        | IOM 4 | NED 4 | BEL 3 | GER 4 | ULS - | NAT 5 |       |       |       | 13    | 5è      | 0         |
| 1957 | 125cc     | Mondial    | GER - | IOM 5 | NED 4 | BEL 3 | ULS - | NAT - |       |       |       | 9     | 6è      | 0         |
| 1957 | 250cc     | Mondial    | GER 3 | IOM 1 | NED 2 | BEL 3 | ULS 1 | NAT 4 |       |       |       | 26    | 1r      | 2         |